# Serena Bortone
Serena Bortone (* 8. září 1970 Řím) je italská novinářka, televizní autorka a televizní moderátorka.

## Kariéra
Studovala školu RAI Angela Guglielmiho. V roce 1989 začala pracovat na úpravách pořadu Mino Damato In Search of the Ark a poté pokračovala v práci na dalších historických pořadech, jako je Avanzi Sereny Dandini a formát dokufikce Ultimo Minuto. V roce 1994 se stala členem týmu pořadu investigativní publicistiky na obranu občanů a spotřebitelů Mi manda Lubrano (později přejmenovaného na Mi manda Raitre) a v následujícím roce se stala korespondentkou pro živé vysílání.
Svou dráhu politické novinářky začala v roce 1998. Je korespondentkou a přispěvatelkou televizní stanice TeleCamere a od roku 2006 také moderátorkou. V letech 2000 až 2001 natočila deset dokumentů pro cestovatelský kanál Stream TV. V roce 2007 se vrátila k investigativní publicistice v pořadu Mi Mandy Raitre jako autorka a poté přispěla k návrhu formátu pozdního večerního programu Tatami, který vedla Camila Raznovich. Je autorkou speciálu o dvanáctém prezidentovi Rai 3, který moderovali Corrado Augias a Federica Sciarelli a který se věnoval volbě prezidenta republiky v lednu 2015.
Od roku 2010 byla autorkou prvního vydání Agory, pořadu, který nejprve vedla Andrea Vianello a poté Gerardo Greco. Rovněž zastávala roli korespondenta, mimo jiné sledovala francouzské prezidentské volby v roce 2012 a americké volby v roce 2014. V létě roku 2013 vedla pořad Agorà Estate společně s Giovannim Anversou, následující rok se stala jeho jedinou moderátorkou.
V roce 2016 byla tvůrkyní a moderátorkou dvou reportáží, které popisovaly současný svět prostřednictvím vztahů, s názvem Tutti salvi per amore, vysílaných v pozdních večerních hodinách na Rai 3.
Dne 28. června 2017, poté, co byly oficiálně uvedeny plány Rai na následující sezónu, bylo oznámeno, že nahradí Gerarda Greca ve vedení Agory.